# Corus-toernooi 2004
Van 10 t/m 25 januari 2004 werd in Wijk aan Zee de 66e editie van het Corus schaaktoernooi gespeeld. Er waren drie groepen.

## Eindstand groep A
| Nr.    | Speler            | Rating | Punten | SB  | 1 | 2 | 3 | 4 | 5 | 6 | 7 | 8 | 9 | 10 | 11 | 12 | 13 | 14 |
| ------ | ----------------- | ------ | ------ | --- | - | - | - | - | - | - | - | - | - | -- | -- | -- | -- | -- |
| Goud   | Viswanathan Anand | 2766   | 8½     | 51¼ | * | ½ | ½ | 0 | ½ | ½ | 1 | ½ | ½ | 1  | 1  | ½  | 1  | 1  |
| Zilver | Péter Lékó        | 2722   | 8      | 49¾ | ½ | * | ½ | ½ | 1 | ½ | ½ | ½ | ½ | ½  | ½  | ½  | 1  | 1  |
| Zilver | Michael Adams     | 2720   | 8      | 49¼ | ½ | ½ | * | ½ | ½ | 1 | 1 | 0 | ½ | ½  | ½  | ½  | 1  | 1  |
| 4      | Vesilin Topalov   | 2735   | 7½     | 48½ | 1 | ½ | ½ | * | 1 | ½ | 0 | ½ | 0 | 1  | ½  | ½  | ½  | 1  |
| 5      | Viktor Bologan    | 2679   | 7½     | 46¾ | ½ | 0 | ½ | 0 | * | ½ | ½ | 1 | 1 | 1  | 1  | 1  | ½  | 0  |
| 6      | Vladimir Kramnik  | 2777   | 6½     | 41½ | ½ | ½ | 0 | ½ | ½ | * | ½ | 1 | 1 | 0  | ½  | 0  | 1  | ½  |
| 7      | Evgeny Bareev     | 2714   | 6½     | 41¼ | 0 | ½ | 0 | 1 | ½ | ½ | * | ½ | 0 | 1  | 1  | 1  | ½  | 0  |
| 7      | Loek van Wely     | 2617   | 6½     | 41¼ | ½ | ½ | 1 | ½ | 0 | 0 | ½ | * | ½ | ½  | ½  | ½  | ½  | 1  |
| 9      | Pjotr Svidler     | 2747   | 6      | 39½ | ½ | ½ | ½ | 1 | 0 | 0 | 1 | ½ | * | 0  | ½  | ½  | ½  | ½  |
| 10     | Vladimir Akopian  | 2693   | 6      | 36¼ | 0 | ½ | ½ | 0 | 0 | 1 | 0 | ½ | 1 | *  | ½  | 1  | ½  | ½  |
| 11     | Alexey Shirov     | 2736   | 6      | 35¾ | 0 | ½ | ½ | ½ | 0 | ½ | 0 | ½ | ½ | ½  | *  | 1  | ½  | 1  |
| 12     | Ivan Sokolov      | 2706   | 5      | 33¼ | ½ | ½ | ½ | ½ | 0 | 1 | 0 | ½ | ½ | 0  | 0  | *  | ½  | ½  |
| 13     | Zhang Zhong       | 2644   | 5      | 29½ | 0 | 0 | 0 | ½ | ½ | 0 | ½ | ½ | ½ | ½  | ½  | ½  | *  | 1  |
| 14     | Jan Timman        | 2578   | 4      | 25¾ | 0 | 0 | 0 | 0 | 1 | ½ | 1 | 0 | ½ | ½  | 0  | ½  | 0  | *  |

## Eindstand groep B
- Lazaro Bruzon eindigde met 9 punten op de eerste plaats.
- Leinier Dominguez werd tweede met 8,5 punt.
- Laurent Fressinet werd derde.

## Eindstand groep C

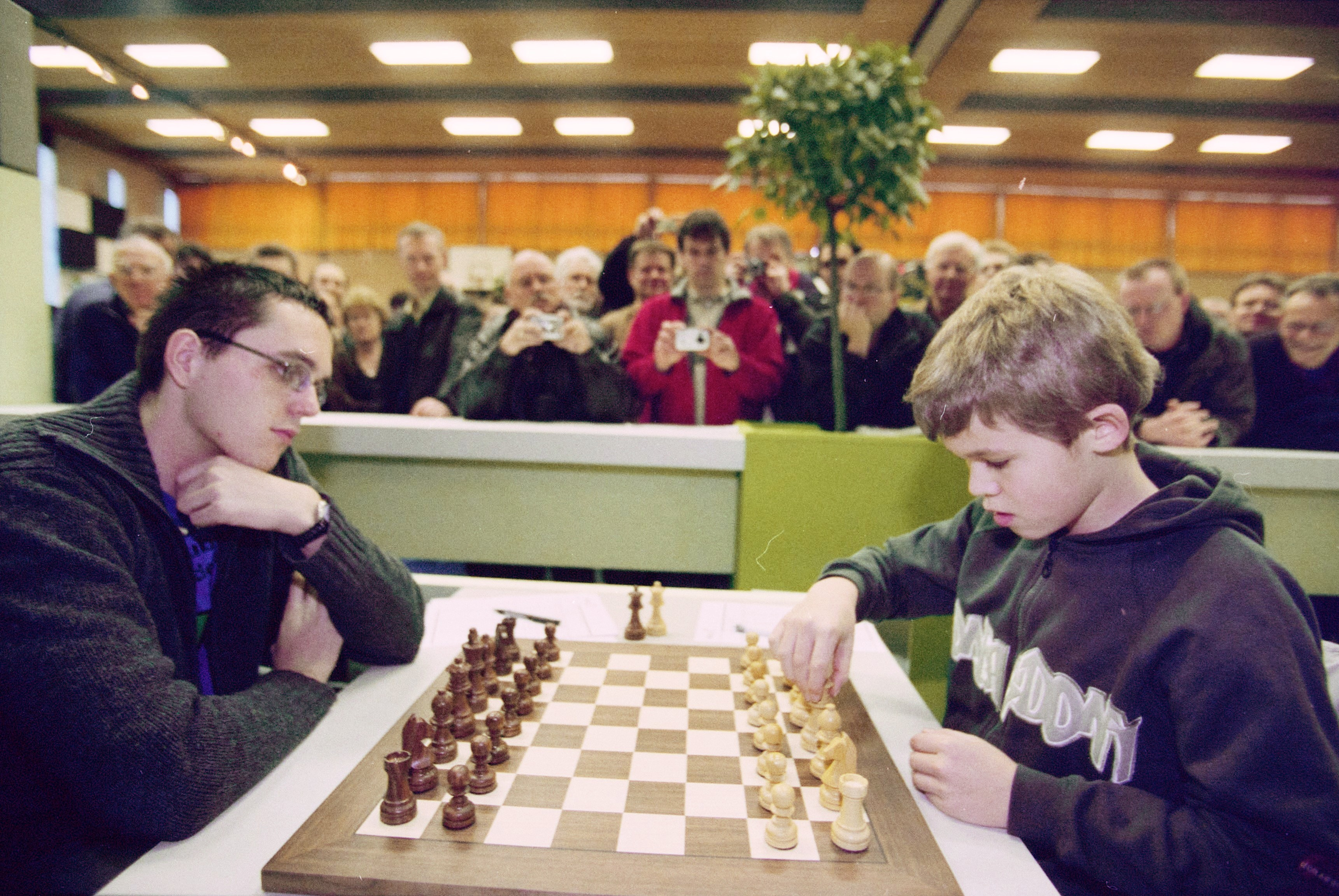
Sipke Ernst vs. Magnus Carlsen (Corus 2004)

- Magnus Carlsen eindigde met 10,5 punt op de eerste plaats.
- Sipke Ernst werd tweede met 10 punten.
- Jan Smeets werd derde met 9 punten.